# Bodegón con pescado, vela, alcachofas, cangrejos y gambas
Bodegón con pescado, vela, alcachofas, cangrejos y gambas es una pintura de Clara Peeters realizada en 1611. Se encuentra expuesta en el Museo del Prado de Madrid.

## Descripción
Bodegón con pescado, vela, alcachofas, cangrejos y gambas es un óleo sobre tabla de roble y tiene unas dimensiones de 50x72 cm. La obra muestra cangrejos y gambas cocidos, peces de agua dulce (un gobio, dos carpas, lo que parecen cachuelos y un lucio del norte), una espumadera y un candelabro de latón con su vela consumida parcialmente, un colador de cobre, una copa de vidrio oscuro, dos alcachofas y una jarra de cerámica de Renania. Se desconoce la razón por la que la autora combinó los peces con el resto de elementos.
Sobre la jarra de cerámica, se refleja el autorretrato de Peeters, algo poco habitual para la época. La artista incorporó su autorretrato en al menos otras siete obras, como Bodegón con flores, copa de plata dorada, almendras, frutos secos, dulces, panecillos, vino y jarra de peltre, Bodegón con arenque, cerezas, alcachofa, jarra y plato de porcelana con mantequilla, Bodegón con quesos, almendras y panecillos, Bodegón con quesos, gambas y cangrejos de río o Bodegón con flores, copas doras, monedas y conchas. Esto denota su voluntad de ser reconocida, probablemente ante las dificultades que implicaba ser una mujer artista.
Esta obra es considerada una de las más delicadas de Peeters, lo que se puede apreciar en elementos característicos de su arte como la decoración de la jarra, el contraste entre las formas y los contornos curvos y angulosos de la alcachofa y el colador, las escamas de los peces y los agujeros del colador. Además, se sabe, gracias a la reflectografía infrarroja, que se realizaron delicados ajustes en la composición, algo característico de la autora. Para elevar el punto de vista del espectador, bajó ligeramente el ojo del pez más cercano al ángulo inferior derecho de la tabla. También modificó unos milímetros los agujeros del colador de cobre, cercanos al tallo de la alcachofa. Precisamente las alcachofas y la copa de vidrio oscura de la izquierda fueron pintadas tras aplicar el fondo oscuro.
Bodegón con pescado, vela, alcachofas, cangrejos y gambas aparece descrita como un cuadro de objetos representados, al contrario de otras pinturas de la misma colección que lo hacen  como fábula o alegoría.

## Historia
Peeters fue una pionera en introducir el pescado como elemento en las pinturas, ya que probablemente, este fuera el primer bodegón con pescado. Llegó a convertirse en una especialista en esta temática, ya que se conocen hasta diez cuadros de Peeters con pescado.
Tanto esta obra, como Bodegón con gavilán, aves, porcelana y conchas, también ubicada en el Museo del Prado, se cree que aparecieron por primera vez documentadas en el inventario del Real Alcázar de Madrid, aunque sin atribución, tan solo descritas como "uno de pesca y otro de aves". Se piensa que son los mismos que constan en los inventarios reales posteriores a 1734 atribuidos a Peeters. Una teoría afirma que estas dos obras, junto a otras dos también en el Museo del Prado, forman una serie de pinturas sobre los cuatro elementos, representando Bodegón con pescado, vela, alcachofas, cangrejos y gambas el agua. Sin embargo, esas otras dos obras no formaron parte de la colección real hasta el siglo XVII, por lo que esta teoría no está confirmada.
Además, en la parte trasera de la tabla aparecen las letras G y A superpuestas y pintadas de rojo, lo que indica que Guilliam Aertssen fue el fabricante del soporte. Esto parece confirmar las teorías que indican que Peeters trabajó en Amberes, ya que Aertssen ejerció en esa ciudad entre 1612 y 1617.
En 2016, esta obra formó parte de la exposición El arte de Clara Peeters que fue la primera dedicada a una mujer artista en el Museo del Prado.